# Schoenus lymansmithii
Schoenus lymansmithii är en halvgräsart som beskrevs av Mark T. Strong. Schoenus lymansmithii ingår i släktet axagssläktet, och familjen halvgräs. Inga underarter finns listade i Catalogue of Life.